# Tournefortia mexicana
Tournefortia mexicana är en strävbladig växtart som beskrevs av Wilhelm Vatke. Tournefortia mexicana ingår i släktet Tournefortia och familjen strävbladiga växter. Inga underarter finns listade i Catalogue of Life.